# Jónské ostrovy (kraj)
Iónské ostrovy (řecky: Περιφέρεια Ιονίων Νήσων) jsou jedním z krajů Řecka. Zahrnují území řeckých ostrovů v Iónském moři, které leží při západním pobřeží Řecka. Nepatří mezi ně ostrovy Kythéra, Antikythéra s přilehlými ostrůvky, které se historicky počítají k Iónským ostrovům, ale od roku 2006 jsou součástí kraje Attika.
Hlavním městem Iónských ostrovů je Korfu. Rozloha kraje je 2 307 km2 a žije v něm 200 726 obyvatel k roku 2021.

## Správní členění
Od 1. ledna 2011 se kraj člení na 5 regionálních jednotek, které odpovídají ostrovům Korfu, Lefkáda, Ithaka, Kefalonia a Zakynthos
| Regionální jednotka | řecky                            | rozloha (km²) | počet obyvatel | hustota zalidnění | sídlo regionální jednotky |
| ------------------- | -------------------------------- | ------------- | -------------- | ----------------- | ------------------------- |
| Ithaka              | Περιφερειακή Ενότητα Ιθάκης      | 116,992       | 3 231          | 27,62             | Ithaka (Vathy)            |
| Kefalonia           | Περιφερειακή Ενότητα Κεφαλληνίας | 787,755       | 35 801         | 45,45             | Argostoli                 |
| Korfu               | Περιφερειακή Ενότητα Κέρκυρας    | 641,057       | 104 371        | 162,81            | Korfu                     |
| Lefkada             | Περιφερειακή Ενότητα Λευκάδας    | 354,893       | 23 693         | 66,76             | Lefkada                   |
| Zakynthos           | Περιφερειακή Ενότητα Ζακύνθου    | 407,313       | 40 759         | 100,07            | Zakynthos                 |

## Města
Města s více než 1500 obyvateli jsou v tabulce.
| poř. | název      | řecky       | 2011   | Regionální jednotka | Obec                               | Obecní jednotka | Komunita   | Ostrov    |
| ---- | ---------- | ----------- | ------ | ------------------- | ---------------------------------- | --------------- | ---------- | --------- |
| 1.   | Korfu      | Κέρκυρα     | 24 838 | Korfu               | Střední Korfu a Diapontské ostrovy | Korfu           | Korfu      | Korfu     |
| 2.   | Zakynthos  | Ζάκυνθος    | 9 772  | Zakynthos           | Zakynthos                          | Zakynthos       | Zakynthos  | Zakynthos |
| 3.   | Argostoli  | Αργοστολί   | 9 748  | Kefalonia           | Argostoli                          | Argostoli       | Argostoli  | Kefalonia |
| 4.   | Lefkada    | Λευκάδα     | 8 673  | Lefkada             | Lefkada                            | Lefkada         | Lefkada    | Lefkada   |
| 5.   | Kanali     | Κανάλι      | 4 086  | Korfu               | Střední Korfu a Diapontské ostrovy | Korfu           | Kanali     | Korfu     |
| 6.   | Potamos    | Ποταμός     | 3 840  | Korfu               | Střední Korfu a Diapontské ostrovy | Korfu           | Korfu      | Korfu     |
| 7.   | Lixouri    | Ποταμός     | 3 752  | Kefalonia           | Lixouri                            | Lixouri         | Lixouri    | Kefalonia |
| 8.   | Alepou     | Αλεπού      | 3 149  | Korfu               | Střední Korfu a Diapontské ostrovy | Korfu           | Alepou     | Korfu     |
| 9.   | Lefkimmi   | Λευκίμμη    | 2 935  | Korfu               | Jižní Korfu                        | Lefkimmi        | Lefkimmi   | Korfu     |
| 10.  | Vathy      | Βαθύ        | 1 920  | Ithaka              | Ithaka                             | Ithaka          | Ithaka     | Ithaka    |
| 11.  | Gaitani    | Γαϊτάνι     | 1 899  | Zakynthos           | Zakynthos                          | Zakynthos       | Gaitani    | Zakynthos |
| 12.  | Mouzaki    | Μουζάκι     | 1 702  | Zakynthos           | Zakynthos                          | Laganas         | Mouzaki    | Zakynthos |
| 13.  | Kondokali  | Κοντοκάλι   | 1 660  | Korfu               | Střední Korfu a Diapontské ostrovy | Korfu           | Korfu      | Korfu     |
| 14.  | Ambelokipi | Αμπελόκηποι | 1 606  | Zakynthos           | Zakynthos                          | Zakynthos       | Ambelokipi | Zakynthos |

## Ostrovy
Ostrovy, které náleží ke kraji Jónské ostrovy, zachycuje tabulka:
|    | ostrov    | řecky     | rozloha (km²) | Pobř. (km) | N.v. (m) | nejvyšší vrchol | Obyv.   | Hust.  | největší sídlo | regionální jednotka | obec                               | souostroví         | lokalizace                       |
| -- | --------- | --------- | ------------- | ---------- | -------- | --------------- | ------- | ------ | -------------- | ------------------- | ---------------------------------- | ------------------ | -------------------------------- |
| 1  | Kefalonia | Κεφαλονιά | 734,014       | 267        | 1 628    | Megas Soros     | 35 801  | 45,81  | Argostolion    | Kefalonia           | 3 obce                             | Jónské ostrovy     | 38°15′ s. š., 20°30′ v. d.       |
| 2  | Korfu     | Κέρκυρα   | 585,312       | 251        | 906      | Pantokratoras   | 102 070 | 172,39 | Korfu          | Korfu               | 3 obce                             | Jónské ostrovy     | 39°40′ s. š., 19°45′ v. d.       |
| 3  | Zakynthos | Ζάκυνθος  | 406,619       | 156        | 756      | Vrachionas      | 40 759  | 100,74 | Zakynthos      | Zakynthos           | Zakynthos                          | Jónské ostrovy     | 37°48′ s. š., 20°45′ v. d.       |
| 4  | Lefkada   | Λευκάδα   | 301,106       | 139        | 1 158    | Stavrota        | 22 652  | 74,88  | Lefkada        | Lefkada             | Lefkada                            | Jónské ostrovy     | 38°43′ s. š., 20°38′ v. d.       |
| 5  | Ithaka    | Ιθάκη     | 95,821        | 104        | 809      | Niritos         | 3 231   | 27,40  | Ithaka         | Ithaka              | Ithaka                             | Jónské ostrovy     | 38°23′13″ s. š., 20°43′1″ v. d.  |
| 6  | Paxos     | Παξοί     | 25,322        | —          | 248      | —               | 2 280   | 90,04  | Gaios          | Korfu               | Paxos                              | Jónské ostrovy     | 39°12′ s. š., 20°10′ v. d.       |
| 7  | Kalamos   | Κάλαμος   | 24,964        | —          | 754      | Vouni           | 496     | 19,87  | Kalamos        | Lefkada             | Lefkada                            | Taphijské ostrovy  | 38°37′56″ s. š., 20°54′53″ v. d. |
| 8  | Meganisi  | Μεγανήσι  | 22,356        | —          | 309      | Megas Birnos    | 1 041   | 46,56  | Katomeri       | Lefkada             | Meganisi                           | Taphijské ostrovy  | 38°40′ s. š., 20°47′ v. d.       |
| 9  | Othoni    | Οθωνοί    | 10,078        | —          | 393      | Merovigli       | 392     | 38,89  | Ammos          | Korfu               | Střední Korfu a Diapontské ostrovy | Diapontské ostrovy | 39°51′3″ s. š., 19°23′46″ v. d.  |
| 10 | Kastos    | Καστός    | 5,901         | —          | 155      | —               | 80      | 13,56  | Kastos         | Lefkada             | Lefkada                            | Taphijské ostrovy  | 38°34′ s. š., 20°55′ v. d.       |